# Csizmadia Andor

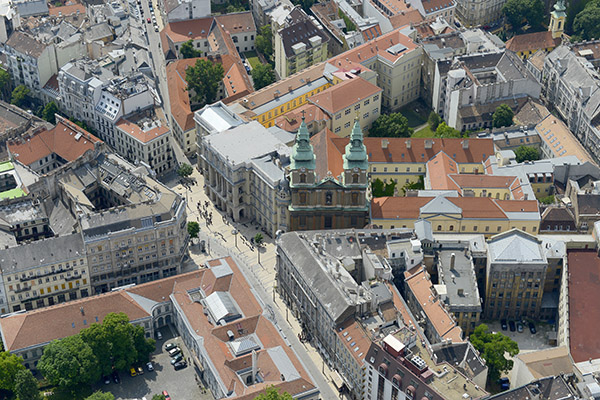
1949-1958 között az Eötvös Loránd Tudományegyetemen tanított

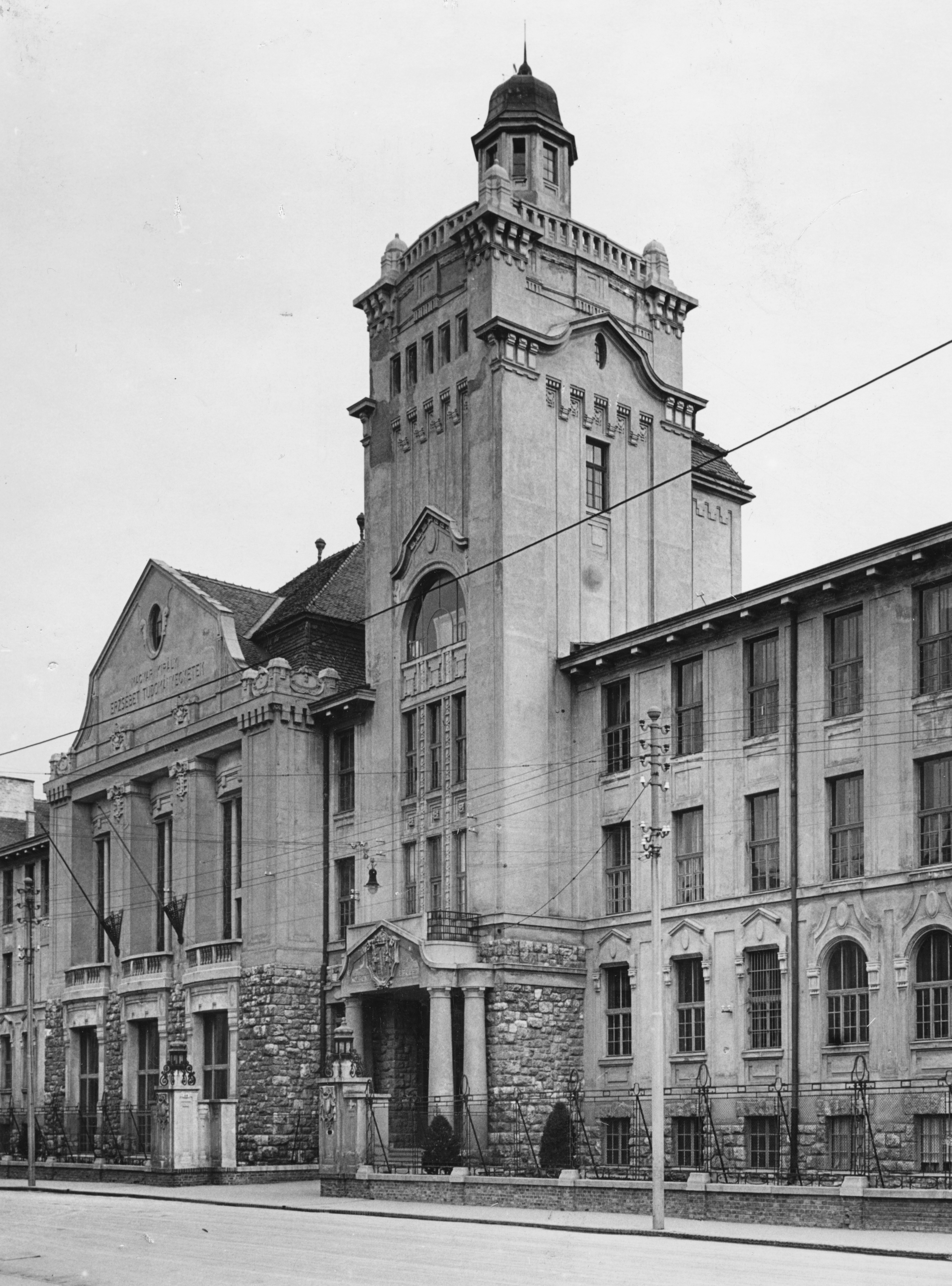
1958-1980 között a Pécsi Tudományegyetemen tanított

Csizmadia Andor (Győr, 1910. szeptember 4. – Budapest, 1985. június 12.) jogtörténész, igazgatás- és művelődéstörténész, akadémiai, főiskolai és egyetemi tanár, tanszékvezető, dékán;  az állam- és jogtudományok doktora (1964), Nagybánya polgármestere.

## Élete
Apja ügyvéd volt, akit korán elvesztett. Gimnáziumi tanulmányait szülővárosában a bencéseknél, jogi tanulmányait Budapesten és Szegeden folytatta. Jogi oklevelet 1933-ban kapott. Joggyakorlatát a törvényhatósági városi igazgatásban szerezte Győrben és Kolozsvárott kegyúri, kulturális és szociális ügyekben.
1940 és 1944 között Kolozsvárt teljesített közigazgatási szolgálatot. Számos jogtörténeti munka szerzője. Felelős szerkesztője volt a Kolozsvári Szemle című negyedévenként megjelenő várostörténeti és -igazgatási folyóiratnak; itt közölte tanulmányát az 1817. évi ínségakcióról (1943/1) és Kolozsvár városjogáról Mátyás király korában (1944). Erdélyben megjelent munkái: A magyar városi jog. Reformtörekvések a magyar városi közigazgatásban (Kolozsvár, 1940); Tizedesek a régi Kolozsváron  (Kolozsvár, 1942); Szociálpolitika a reformkori Kolozsváron  (Az EME Jog-, Közgazdaság- és Társadalomtudományi Szakosztályának Értekezései 4. Kolozsvár, 1943).
1944-ben rövid ideig Nagybánya polgármestere volt. 1945 után a miniszteriális igazgatásban szociális, később felsőoktatási ügyekkel foglalkozott.
Magántanári pályáját 1944-ben kezdte a Műegyetemen, később tanított az egri jogakadémián és a közgazdasági karon is. 1949-tól 1958-ig Beér János tanszékén az ELTE Állam- és Jogtudományi Karán oktatott. Ezt követően nyugdíjazásáig, 1980-ig Pécsett a jogtörténeti tanszéket vezette. 1964 és 1968 között a kar dékánja volt. 1966-tól a Jogtörténeti tanulmányok című lapot szerkesztette.
Fia dr. Csizmadia László a Budapesti Kereskedelmi, Vendéglátóipari és Idegenforgalmi Főiskola főigazgatója volt nyugdíjazásáig.

## Munkássága
Pályafutása során mintegy 270 szakmai tanulmányt és könyvet írt, ezek majd’ negyede idegen nyelven is megjelent. Munkássága az állam és egyház viszonya, a szociálisügyek, a városi és területi önkormányzatiság, a közszolgálat fejlődése, az országgyűlés, a választójog, a kormányzat, a felsőoktatás, valamint az államférfiak jogi gondolkodása kérdéseihez kapcsolódott.

## Fontosabb munkái
- A magyar városok kegyurasága (Győr, 1937)
- A magyar városi jog. Reformtörekvések a városi közigazgatásban (Kolozsvár, 1940)
- Magyarország közigazgatása (Karcsay Sándorral, Budapest, 1946)
- A község (Budapest, 1947)
- Az 1848/49. évi népképviseleti országgyűlés (Beér Jánossal, Budapest, 1954)
- Hajnóczy József közjogi politikai munkái (Budapest, 1958)
- Az egyházi mezővárosok jogi helyzete és küzdelmük a felszabadulásért a XVIII. században (Budapest, 1962)
- A magyar választási rendszer 1848-49-ben (Budapest, 1963)
- Történelmünk a jogalkotás tükrében. Sarkalatos honi törvényeinkről. 1001–1949 (Beér Jánossal, Budapest, 1966)
- A magyar állam és az egyházak jogi kapcsolatainak kialakulása és gyakorlata a Horthy-korszakban (Budapest, 1966)
- A nemzeti bizottságok állami tevékenysége (1944–1949) (Budapest, 1968)
- Rechtliche Beziehungen von Staat und Kirche in Ungarn vor 1944 (Budapest, 1971)
- A 750 éves Aranybulla (Székesfehérvár, 1972)
- Magyar állam- és jogtörténet (egyetemi tankönyv, szerk. és társszerző, Budapest, 1972, 1986)
- A magyar közigazgatás fejlődése a XVIII. századtól a tanácsrendszer létrejöttéig (Budapest, 1976)
- A szociális gondoskodás változásai Magyarországon (Budapest, 1977)
- Bürokrácia és közigazgatási reformok Magyarhonban (dokumentumgyűjtemény, Budapest, 1979)
- Jogi emlékek és hagyományok. Esszék és tanulmányok; Közgazdasági és Jogi, Budapest, 1981
- A szociográfiai alapismeretek vázlata; Népművelési Intézet Ny., Budapest, 1984
- A kormányzás egyes kérdései a felszabadulás előtt (Budapest, 1983)
- Nemere; Summa Vitae` 2000, Piliscsaba, 2003

## Díjai, elismerései
- Felsőoktatás Kiváló Dolgozója (1970)[4]
- Osztrák Tudományos Akadémia levelező tagja
- Bécsi Egyetem aranyplakettje (1976)[4]
- Pro Universitate (1978)[4]
- Munkaérdemrend aranyfokozata (1980)[4]
- Krakkói Jagello Egyetem díszdoktora (1981)[4]